# مرینال کولکارنی
مرینال کولکارنی (به انگلیسی: Mrinal Kulkarni) (زاده ۲۱ ژوئن ۱۹۷۱) بازیگر هندی است.
از فیلم‌هایی که وی در آن نقش داشته‌است می‌توان به دکتر باباصاحب آمبدکار اشاره کرد.